# Mistrzostwa Europy w Piłce Nożnej 2032
Ten artykuł dotyczy przyszłego wydarzenia sportowego. Informacje w nim zawarte zmienią się w przyszłości.
Mistrzostwa Europy w Piłce Nożnej 2032 (oficjalnie UEFA Euro 2032) – dziewiętnasty turniej o mistrzostwo Europy w piłce nożnej mężczyzn. Gospodarzami turnieju będą Włochy i Turcja.
Będą to czwarte Mistrzostwa Europy rozgrywane we Włoszech (po 1968, 1980 i 2020 roku). Turcja zadebiutuje w roli gospodarza turnieju.

## Wybór gospodarza
Zainteresowane organizacją Mistrzostw Europy w 2032 roku wyraziły dwie federacje – Włochy i Turcja. Początkowo były to dwie osobne kandydatury, ale w lipcu 2023 roku przedstawiciele obu ofert postanowili połączyć swoje siły w walce o miano gospodarza turnieju.
Ostateczny wybór gospodarza Euro 2032 nastąpił 10 października 2023 roku w Nyonie. Komitet Wykonawczy UEFA przyznał organizację jedynej kandydaturze – wspólnej ofercie Włoch i Turcji.

## Miasta i stadiony
| Mediolan                    | Rzym                        | Bari                       | Ankara                         | Bursa                      |
| --------------------------- | --------------------------- | -------------------------- | ------------------------------ | -------------------------- |
| Stadio San Siro             | Stadio Olimpico             | Stadio San Nicola          | New Ankara Stadium (planowany) | Timsah Arena               |
| Pojemność: 75 817           | Pojemność: 70 634           | Pojemność: 58 270          | Pojemność: 45 000              | Pojemność: 43 361          |
|                             |                             |                            |                                |                            |
| TurynMediolanRzymNeapolBari | TurynMediolanRzymNeapolBari | StambułAnkaraBursa         | StambułAnkaraBursa             | StambułAnkaraBursa         |
| Neapol                      | Turyn                       | Stambuł                    | Stambuł                        | Stambuł                    |
| Stadio Diego Maradona       | Allianz Stadium             | Atatürk Olimpiyat Stadyumu | Stadion im. Alego Sami Yena    | Fenerbahçe Şükrü Saracoğlu |
| Pojemność: 54 726           | Pojemność: 41 507           | Pojemność: 74 753          | Pojemność: 52 280              | Pojemność: 47 834          |
|                             |                             |                            |                                |                            |

## Drużyny uczestniczące

### Zakwalifikowane drużyny
Dwa miejsca w finałach Mistrzostw Europy 2032 zostały automatycznie przydzielone reprezentacjom gospodarzy. Pozostałych 22 finalistów zostanie wyłonionych w eliminacjach rozegranych w 2031 roku.
| Reprezentacja | Zakwalifikowany jako | Data kwalifikacji    | Liczba występów na ME                                                 | Najlepszy wynik na ME    | Wynik |
| ------------- | -------------------- | -------------------- | --------------------------------------------------------------------- | ------------------------ | ----- |
| Włochy        | gospodarz            | 10 października 2023 | 11 (1968, 1980, 1988, 1996, 2000, 2004, 2008, 2012, 2016, 2020, 2024) | Mistrzostwo (1968, 2020) |       |
| Turcja        | gospodarz            | 10 października 2023 | 6 (1996, 2000, 2008, 2016, 2020, 2024)                                | Półfinał (2008)          |       |